# Georgiejevsk
Georgiejevsk (Russisch: Георгиевск) is een stad in de Kraj Stavropol in het zuidwesten van Rusland.
De stad ligt op ongeveer 210 kilometer ten zuidoosten van de stad Stavropol, aan de rivier Podkoemok (een zijrivier van de  Koema). De stad telde 70.575 inwoners bij de volkstelling van 2002.
Georgijevsk werd gesticht in 1777 en verkreeg in 1786 de status van stad (van een oejezd). De naam van de stad dankt het aan de heilige Joris, die in Rusland symbool staat voor de overwinning.
| 1897   | 1914   | 1939   | 1959   | 1970   | 1979   | 1989   | 2002   |
| ------ | ------ | ------ | ------ | ------ | ------ | ------ | ------ |
| 11.000 | 21.200 | 31.600 | 35.100 | 44.000 | 53.600 | 62.926 | 70.575 |

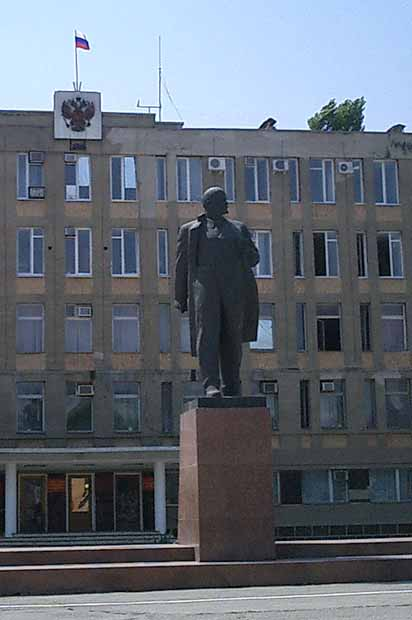
Lenin Monument in Georgiejevsk (2006).
Georgiejevsk is tevens een stedelijk district

Bestuurlijk centrum: Stavropol

Steden: Blagodarny · Boedjonnovsk · Georgiejevsk · Ipatovo · Izobilny · Jessentoeki · Kislovodsk · Lermontov · Michajlovsk · Mineralnye Vody · Neftekoemsk · Nevinnomyssk · Novoaleksandrovsk · Novopavlovsk · Pjatigorsk · Svetlograd · Zelenokoemsk · Zjeleznovodsk

Districten: Aleksandrovski · Andropovski · Apanasenkovski · Arzgirski · Blagodarnenski · Boedjonnovski · Georgiejevski · Gratsjovski · Ipatovski · Izobilnenski · Kirovski · Koerski · Kotsjoebejevski · Krasnogvardejski · Levokoemski · Mineralovodski · Neftekoemski · Novoaleksandrovski · Novoselitski · Petrovski · Predgorni · Sjpakovski · Sovetski · Stepnovski · Toerkmenski · Troenovski